# Conny Månsson
Conny Månsson (Arbogg, Suecia, 4 de enero de 1980) es un exfutbolista sueco. Jugaba de arquero.

## Clubes
| Club            | País    | Año       | PJ | Goles |
| --------------- | ------- | --------- | -- | ----- |
| Degerfors IF    | Suecia  | 1998-2000 |    |       |
| Motala AIF      | Suecia  | 2001-2002 |    |       |
| Nyckelby IF     | Suecia  | 2003      |    |       |
| IFK Olme        | Suecia  | 2004      |    |       |
| GAIS            | Suecia  | 2005-2006 |    |       |
| Kongsvinger IL  | Noruega | 2007-2010 | 30 | 0     |
| Flekkerøy IL    | Noruega | 2012-2013 | 3  | 0     |
| Kristiansund BK | Noruega | 2014-2019 | 83 | 0     |